# 佐川尚
佐川 尚（さがわ たかし）は、日本の化学工学者。京都大学大学院エネルギー科学研究科教授。

## 人物・経歴
熊本県立熊本高等学校卒業。1987年熊本大学工学部合成化学科卒業。1989年熊本大学大学院工学研究科修士課程合成化学専攻修了。1990年熊本大学工学部助手。1995年博士（工学）。2000年京都大学エネルギー理工学研究所助手。2003年インペリアル・カレッジ・ロンドン訪問研究員。2006年京都大学エネルギー理工学研究所准教授。2012年京都大学大学院エネルギー科学研究科教授。

## 受賞
- 1996年 有機合成化学協会九州山口支部奨励賞[2]
- 1998年 佐川先端科学技術振興財団優秀賞[2]
- 1999年 キャピラリークロマトグラフィー国際シンポジウムポスター賞[2]
- 2000年 高分子学会高分子研究奨励賞[2]
- 2007年 マリンバイオテクノロジー学会優秀ポスター賞[2]